# Crkva sv. Mihovila na Struzima
Crkva sv. Mihovila s grobljem, zaštićeno kulturno dobro u općini Pojezerje.

## Opis dobra
Crkva sv. Mihovila na Struzima smještena je na prijevoju na brdu Zla Gora u općini Pojezerje, na trasi jedne od povijesnih komunikacija koje su područje Jezera i pripadajuća naselja zaleđa desne obale Neretve povezivale s unutrašnjošću. Crkva je jednobrodna građevina sa sačuvanim elementima kamenih i štuko profilacija barokne provenijencije i potječe iz 18. st., sa zadnjim intervencijama iz 20. stoljeća iz kojeg potječe i veći dio crkvenog inventara. Prostor crkve, kapele-mrtvačnice i groblja iz 19./20. st. ograđen je suhozidom koji je djelomično sagrađen nad ostacima jedne prapovijesne kamene gomile čiji je veći broj evidentiran na širem području Zle Gore. Stotinjak metara jugoistočno od crkve na položaju Crkvine, nalaze se ostaci srednjovjekovnog groblja sa stećcima, a ostaci nadgrobnih ploča pronalaze se i u okviru groblja sv. Mihovila. Crkva se u povijesnim izvorima spominje prvi put 1733. godine kao župna crkva stare župe Jezero i taj status zadržala je do 1798. godine. Unatoč brojnim dogradnjama kroz povijest, u značajnoj mjeri sačuvala je svoju izvornost te zajedno s grobljem predstavlja skladnu cjelinu koja svojim položajem i povijesnom slojevitošću pridonosi vrijednostima kulturnog i prirodnog krajolika.

## Zaštita
Pod oznakom P-6180 zavedena je kao nepokretno kulturno dobro - pojedinačno, pravna statusa preventivno zaštićena kulturnog dobra, klasificiranog kao sakralna graditeljska baština.